# Dorpsweg K79
Aan de Dorpsweg K79 in het Noord-Hollandse dorp Twisk staat een van de oudste stolpboerderijen van Nederland. Direct achter de stolp staat een stolpschuur uit 1882.

## Geschiedenis
Wanneer de stolpboerderij precies is gebouwd is niet duidelijk. Het vierkant is waarschijnlijk rond 1640 gebouwd en bestaat uit eiken en grenen. Het eiken is rond 1558 gekapt en het grenen rond 1640. Hieruit blijkt dat de boerderij omstreeks 1640 is gebouwd. Hierbij is waarschijnlijk ook de voorgevel van het woongedeelte gebouwd, want omstreeks 1700 werd de metseltechniek al niet meer toegepast.
De boerderij was een gemengd bedrijf met veeteelt en akkerbouw. Het hele bedrijfsgedeelte was via de dars toegankelijk. In de kamer direct naast de darsdeuren bevond zich de zaadkamer. Hier lag het zaad van de te zaaien planten opgeslagen. Tussen de poten van het vierkant werd hooi opgeslagen. Achter het vierkant, tegen de achterwand, stond vaak vee in stallen. 
Omdat het het bedrijf omstreeks 1880 zeer goed verging, werd rond 1882 de stolpschuur aan de achterzijde bijgebouwd. Deze schuur is ook intern met de voorste stolp verbonden.
In 2013 werd het pand gerenoveerd onder leiding van restauratiearchitect Klaas Boschma uit Edam. Deze overleed voordat het werk was opgeleverd.
Tegenover deze dubbelstolp, op het adres Dorpsstraat 80, staat een derde stolp. Deze heeft echter een houten voorgevel.

## Exterieur
De stolp is een van het West-Friese type, dus de darsdeuren bevinden zich in de voorgevel. De dars zit aan de rechterzijde en aan de linkerzijde bevindt zich de woning. De woonruimte is naar voren uitgebreid, waardoor deze een kleine staart vormt. Het voorhuis heeft een bakstenen gevel, met klezoren. Deze bakstenen werden maar zeer kort gebakken. De gevel is versierd met waterlijsten en een pilaster als uiteinde van de puntgevel. In het midden van deze gevel bevindt zich slechts één deur, een zogenaamde rouw- en trouwdeur. De zijgevels zijn van hout en staan op een stenen plint. Het hout is gepotdekseld en de planken zijn in West-Fries groen geverfd, met tussen de planken een wit geverfde naad
De met riet bedekte daken van de twee stolpen zijn beide voorzien van getrapte spiegels. In het voorste dakvlak van de woonstolp is deze van zwarte dakpannen en in de twee linker dakvlakken van rode. De woonstolp heeft twee gemetselde schoorstenen. In het voorste dakvlak een vierkante en in het linker zijvlak een ronde met vierkante basis. In het midden is deze schoorsteen versierd met siermetselwerk in de vorm van spiralen van rode en gele bakstenen.

## Interieur
De wanden van de voorkamer zijn bekleed met wagenschot. Deze kamer werd gebruikt als pronkkamer en was niet voor dagelijks gebruik bedoeld. De stolp heeft ooit twee tegelschouwen gehad, beide zijn gesloopt. Een daarvan bevond zich onder de ronde schoorsteen, hier bevindt zich van origine de woonkamer voor dagelijks gebruik.
Bij onderzoek naar het vierkant bleek dat een deel gemaakt is van eiken en een deel van grenen. Het eiken is afkomstig van een oudere boerderij en is dus hergebruikt.
De stolpschuur is intern verbonden met de voorste stolp.